# 군사 학교
군사학교(軍事學校, 영어: military school, 독일어: militärschule)는 군사 교육을 위해 군이 설립한 학교를 가리키는 말로, 장교와 부사관을 양성하며 그들에게 고급 기술을 교육한다. 대한민국에는 고등학교 과정인 공군항공과학고등학교와 대학교 과정인 육군사관학교, 육군3사관학교, 해군사관학교, 공군사관학교, 국군간호사관학교의 총 6개 법정 군사학교가 있다.

## 같이 보기
- 사관학교